# Chionomys roberti
Chionomys roberti és una espècie de mamífer rosegador de la família dels cricètids. Viu a l'Azerbaidjan, Geòrgia, Rússia i Turquia. Es tracta d'un animal semiarborícola. S'alimenta de fulles de falgueres, Sambucus i rododendre. El seu hàbitat natural són les zones mèsiques situades arran dels rierols i rius de muntanya. És una espècie en risc mínim, és a dir, no sembla que hi hagi cap amenaça significativa per a la seva supervivència.
L'espècie fou anomenada en honor del col·leccionista francès Alphonse Robert.